# 제프 디트리히
요제프 "제프" 디트리히(독일어: Josef "Sepp" Dietrich, 1892년 5월 28일 ~ 1966년 4월 22일)는 제2차 세계 대전 당시 나치 독일에서 복무한 무장 친위대 장교이다. 히틀러의 최측근 중 하나로 무장 친위대에는 두 명밖에 존재하지 않는 SS상급대장을 역임한 인물이다. 또한 27명만이 수훈한 곡엽검금강석 기사십자 철십자장을 수훈한 인물이기도 하다.

## 젊은 시절의 행적과 경력
1892년 5월 바이에른주 멤밍엔(Memmingen) 근방의 하방엔(Hawangen)에서 태어났다. 본래는 가업을 이어 호텔 일을 했으며, 1911년 독일 제국군에 입대했다. 제1차 세계 대전 당시 경리 담당 부사관으로 복무하다가 최초로 창설된 독일 전차 부대에 들어갔다.
대전 후인 1919년 5월 바이에른 공산당에 반대하여 자유군단에 잠시 몸을 담았었다. 그 후 주경찰로 복무하다 1928년 나치당에 가입해 히틀러의 경호 대장이 되었다. 국내 순행 중인 히틀러를 수행했으며 그 때문에 히틀러가 "Chauffeureska"라는 별명을 붙여주었다.

## 1930년대 그리고 제2차 세계 대전
1930년에는 남부 바이에른 주의원으로 제국 의회에 선출되었으며, 1931년에는 SS중장이 되었다. 민족사회주의 독일 노동자당이 정권을 장악하면서 나치의 중심 인물로 급속히 부각했다. 1934년에는 창설된 라이프슈탄다르테 SS 아돌프 히틀러의 지휘관이 되었으며, 당시 프로이센 주의원까지 겸임했었다.
1934년 6월에 벌어진 "장검의 밤 사건" 당시에는 중요한 역할을 담당했다. 히틀러의 명령에 따라 부하들을 데리고 법무성으로 찾아가 SA 수뇌부를 제거했고, 얼마 후 그 공적으로 SS대장으로 승진했다.
제2차 세계 대전이 발발하자, 라이프슈탄다르테를 이끌고 파리와 됭케르크 공격에 참가했다. 그리스 및 유고슬라비아 침공 작전 동안은 여단으로 확장된 라이프슈탄다르테를, 바르바로사 작전에는 시간 부족으로 사단 편제를 완료하지 못한 강화된 여단급의 SS 차량화 보병 사단 라이프슈탄다르테 SS 아돌프 히틀러를 지휘했다.
노르망디 전투 당시 제1 SS 기갑 군단장으로서 연합군을 효과적으로 저지한 공적을 히틀러에게 인정받아 제6 기갑군 사령관으로 승진했다. 7월에 발생한 암살 미수 사건으로 인해 국방군 장교들을 신뢰하지 않게 된 히틀러는 디트리히를 더욱 신임하게 되었던 것이다. 벌지 전투 당시에는 제6 SS 기갑군을 지휘했다. 동년 12월 17일, 벨기에 말메디에서 제1 SS 기갑 사단 LSSAH 병사들이 미군 포로 82명을 학살했다. (현재까지도 진상은 명확히 밝혀지지 않았으며, 당시 6 기갑군 사령관이었던 디트리히와 LSSAH 사단장 빌헬름 몽케 그리고 파이퍼 전투단 지휘관 요아힘 파이퍼가 포로를 학살하라는 명령을 내렸다는 증거는 존재하지 않는다.)
1945년 4월 디트리히의 제6 SS 기갑군이 선봉이 된 플라텐지 공세가 실패하자 실망한 히틀러는 디트리히와 휘하 장병들에게 소매띠를 반납하라고 명령했고, 이에 분노한 디트리히는 항명했다. 1945년 5월 8일, 그는 조지 패튼이 이끄는 미군에게 항복했다.

## 전후
1946년 말메디에서 미군 포로를 학살하라는 명령을 내렸다는 죄목으로 기소된 말메디 학살 관련 재판에서 종신형을 선고받았다. 다른 독일 장교들의 변호 덕분에 25년형으로 감형되었다. 1956년 10년을 복역하고 석방되었지만 얼마 후 긴 칼의 밤 사건으로 다시 체포되었다. 1957년 5월 14일 관련 죄목으로 19개월 형을 선고받았고, 1959년 2월 건강 악화로 석방되었다.
1966년 심장마비로 루트빅스부르크(Ludwigsburg)에서 향년 74세로 사망했다. 전쟁 당시 전우들뿐만 아니라 과거 적이었던 사람들까지 포함해 6천명이 넘는 사람이 그의 장례식에 참석했다.

## 같이 보기
- 제1SS기갑사단 경호친위대 아돌프 히틀러